# Угрюм-река (роман)
«Угрю́м-река́» — семейная сага Вячеслава Яковлевича Шишкова, фоном для которой служит золотая лихорадка в Сибири.

## История создания
В 1891 году Шишков окончил Вышневолоцкое техническое училище. После практики в 1894 году он поступил на работу в Томский округ водных путей сообщения, где в то время работал Николай Ефимович Матонин — потомок енисейского купеческого рода, много рассказавший Шишкову о жизни золотопромышленников енисейской тайги.
С 1900 по 1920 год Шишков совершает экспедиции по Иртышу, Оби, Бии, Катуни, Енисею, Чулыму, Нижней Тунгуске, Лене и Ангаре.
В 1928 году печатается первая часть романа «Ургот-река», а в 1933 году выходит в свет его полное издание.

## Сюжет
Действие романа разворачивается в конце XIX — начале XX века вокруг семьи Громовых. Дед главного героя Данила Громов занимался разбоем. Умирая, он передал деньги своему сыну, открыв их происхождение. Его сын, Пётр Громов, вложил средства в предпринимательство и воспитал в своём сыне Прохоре, главном герое романа, достойного наследника. Прохор Громов оказался человеком целеустремлённым, с сильным характером, что привело его к вершине богатства и власти в сибирском крае. Однако зло, содеянное дедом Данилой, казалось, преследует семью во всех поколениях. Несчастья в семье Громовых случаются одно за другим. Прохор, первоначально человек честный и нравственный, вязнет в болоте зла.
17-летний Прохор Громов, ученик гимназии, вступает в драку и ранит перочинным ножом парня, из-за чего его отчисляют. В родительском доме умирает его дед — Данила Громов. Перед смертью он открывает своему сыну Петру место, где он закопал награбленное золото — оказывается, в молодости Данила был разбойником при большой дороге, убил и ограбил множество людей. Не дожидаясь смерти отца, Пётр отправляется за кладом и находит его. По пути встречает Прохора, который с повинной идёт домой. Жизнь семьи круто меняется, Петр становится купцом, строит богатый дом. Позже он отсылает сына в путешествие по Угрюм-реке, чтобы сын разузнал, чем там можно торговать, наладил связи с местными купцами, завязал знакомство с тунгусами, чтобы выменивать у них пушнину. Прохор отправляется, взяв с собой черкеса Ибрагима — верного друга и помощника, который любит Прохора как родного сына. Петр Громов в это время заводит роман с молодой вдовой Анфисой. 
Поначалу путешествие по Угрюм-реке лёгкое и приятное, Прохора и Ибрагима ведёт опытный таёжник Константин Фарков. Он же рассказывает Прохору легенду о мёртвой тунгусской шаманке Синильге, которая производит на Прохора большое впечатление. Вместе с Константином они посещают место предполагаемого захоронения Синильги. После этого Прохор начинает видеть её во снах. В пути Прохор знакомится с различными купцами, некоторых (особо алчных) он осуждает и даёт себе зарок не становиться таким, как они.
В конце августа Константин Фарков покидает путешественников и предупреждает, что дальше идти опасно, поскольку река скоро замёрзнет. Прохор и Ибрагим, несмотря на сомнения, решают продолжать путь. Через несколько дней пути выпал снег и река начала замерзать. Путешествие сделалось очень опасным. Однажды путники наткнулись на тунгуса и хотели насильно сделать его своим проводником, но тому удалось ночью сбежать, и другой надежды у них не осталось. Запасы еды и патронов стремительно заканчивались, а у Прохора началась сильная лихорадка. Ибрагим решает убить его, а потом и себя. 
Марья Кирилловна страдает сразу по двум причинам — из-за мужа, который отстроил Анфисе новый дом и без стеснения заигрывает с ней, и из-за пропавшего сына, от которого нет вестей. В отчаянии она идёт к тунгусскому шаману и просит посмотреть, жив ли её сын. Шаман уверяет, что да.
Замерзающих в тайге Прохора и Ибрагима подбирает караван якутов, они помогают путешественникам добраться до города Крайска. Там Прохор знакомится с купцом Куприяновым и его дочерью Ниной. Нина нравится Прохору. Прохор просит у Куприянова дать ему товар в долг, чтобы он мог торговать на обратной дороге и нажить хоть небольшой капитал. Деловая хватка парня нравится купцу, он с радостью соглашается. 
Радостный Прохор возвращается домой. Замечает разлад между отцом и матерью, догадывается о причинах и начинает презирать Анфису. Она же влюбляется в него по-настоящему, ищет его расположения. Прохор твёрдо решил быть верным Нине. Чтобы соответствовать её образованности, он нанимает в учителя ссыльного «политического» Шапошникова. Анфиса напориста, и воля Прохора постепенно начинает сдавать, он уже и сам не знает, какие чувства испытывает к Анфисе, разрываясь между презрением и страстью. В итоге, они тайно проводят вместе с Анфисой ночь в лесной избушке. Об этом узнает Пётр Данилович и через короткое время снова отправляет сына на Угрюм-реку. Прохору приходится подчиниться отцу. У него с Анфисой происходит последняя встреча в той же избушке, потом он с Ибрагимом уезжает в тайгу. 
За несколько лет он основывает резиденцию Громово, ведёт торговлю. Помогает ему также семья Фарковых. Прохор ждёт письма от Анфисы, сам ей пишет. Но на почту ездит Ибрагим, который уничтожает их письма, потому что считает, что Прохор должен жениться на дочери Куприянова. В итоге, Прохор, так и не получив писем Анфисы, пишет ей грубое и жестокое прощальное письмо. Его Ибрагим читает и отдаёт Анфисе лично, когда Прохор уезжает к Куприяновым, а Ибрагима отправляет в Медведево. 
Анфиса в ужасе от полученного письма, много пьёт. Пётр Данилович продолжает к ней ходить, но не имеет успеха. Несколько раз грозится её убить, а потом предлагает стать его женой. Марью Кирилловну он постоянно избивает и обещает отправить в монастырь, если та не даст развода.
Прохор вместе с Яковом Назаровичем и Ниной отправляются в путешествие по России. Прохор осматривает заводы, делает заметки и строит планы собственного производства. Обещает рабочим больше денег, лучшие условия жизни и берёт некоторых на заметку, чтобы взять в будущем в Громово. В это же время происходит знакомство с инженером Андреем Андреевичем Протасовым, который сам не прочь освоить новые горизонты и помогает Прохору со сметами и оборудованием. 
В Медведеве же Пётр Данилович пьёт со страшной силой, получая отказы от Анфисы. Но вот в один день она идёт к нему сама и соглашается стать его женой. Скоро приходит телеграмма из Москвы от Прохора. В ней сообщается, что Нина Куприянова согласна стать его женой. Об этом узнаёт Анфиса. Сердце её разрывается от боли, думает она постоянно о Прохоре и отказывается от замужества с его отцом. А Прохор с Ниной и её отцом едут в Медведево для знакомства. Куприяновы нравятся Громовым, Петр Данилович на радостях дарит Нине серьги. Украшение узнает Яков Назарович — оказывается, серьги принадлежали его покойной матери. Купец понимает, что Данила Громов — убийца его родителей и решает расторгнуть помолвку дочери с Прохором. Положение спасает Ибрагим, который убеждает Куприянова, что это он, а вовсе не Данила Громов, некогда убил его родных. Яков Назарович верит. 
Между Прохором и Анфисой нарастает напряжение, их по-прежнему тянет друг к другу. Узнав о твёрдом намерении Прохора жениться, и увидев его невесту, Анфиса решается на отчаянный шаг — шантаж. Когда она служила в горничных у Данилы Громова, она украла у него записку, в которой были перечислены имена убитых им людей — старик раскаивался и молился за них ежедневно. Она заявляет Прохору, что поедет с этим документом к прокурору, а значит никакой свадьбы не будет и имя Громовых будет навсегда покрыто позором. Когда Анфиса направляется в город вместе с местным учителем, Прохор с трудом уговаривает её одуматься, обещает на ней жениться. Он назначает Анфисе встречу, говоря ей, что придет к ней вечером, и просит ждать его у окна. Вечером разыгрывается гроза, а на утро становится известно, что Анфиса убита. Рядом с трупом находят пыж сделанный из листа газеты. Следователь выясняет, что такую газету выписывают Громовы. Он отправляется к ним в дом, там находит газету с оторванным углом. Петр Данилович не может давать показания, т.к. после известия о смерти Анфисы его разбил паралич. А Прохор становится подозреваемым в убийстве наравне с Ибрагимом,  который был взят под стражу сразу после обнаружения убитой Анфисы. Марья Кирилловна находится в отъезде, она отправилась к больной сестре в соседнее село. Илья Сохатых приезжает к ней и сообщает дурные вести. Узнав о делах мужа и сына, Марья Кирилловна падает замертво. На следующий день назначено вскрытие тела Анфисы. Ночью кто-то проникает в её дом и поджигает его. Вместе с трупом сгорает и Шапошников, пришедший тайно проститься с покойницей. На помощь Прохору приходит старый знакомый Куприяновых — купец Груздев. Он давно знаком со следователем и, придя его подкупить, он тайком съедает главную улику — газетный пыж. 
Далее происходит суд. Подсудимых двое — Прохор и Ибрагим. Председатель подкуплен и пытается выставить убийцей черкеса. Прокурор яростно  доказывает, что мотив к убийству был лишь у Прохора. Поняв, что вот-вот лишится всех перспектив на будущее, Прохор начинает «топить» Ибрагима, свидетельствуя против него. Суд признает черкеса виновным. Потрясенный предательством  Ибрагим проклинает бывшего друга и отправляется на каторгу.
Проходит десять лет. Прохор и Нина поженились, у них родилась дочь Верочка. Они живут в тайге, в резиденции Громово. На месте прежней хибары стоит роскошный дом. Над рекой отстроена башня, в которой находится кабинет Прохора. Петр Данилович помещен в сумасшедший дом. Тридцатилетний Прохор стал промышленником и купцом, у него  золотой прииск, лесопилка, механический завод. Духовно он деградировал, превратился в алчного капиталиста, который ни перед чем не остановится ради прибыли. Жене он постоянно изменяет. Нанятых рабочих он заставляет жить в скотских условиях, кормит тухлятиной. Нина на свой ежегодный доход с приданого строит церковь и школу. Она считает, что духовная сторона жизни важнее материальной, поэтому жильё для рабочих отходит для неё на второй план. Инженер Протасов является важной единицей для Прохора, однако он поддерживает рабочих относительно всеобщей забастовки с требованием прибавки и достойных условий труда. 
Прохор знакомится с бывшим каторжником Филькой Шкворнем. Тот обещает ему показать заброшенный золотоносный участок. Месторождение оказывается богатым, но участок застолблен и принадлежит некоему поручику Приперентьеву. Прохор едет в Петербург, чтобы получить права на участок. Там он делает это с помощью взяток. Во время отъезда Прохора, Протасов, давно обеспокоенный положением рабочих, показывает Нине их быт. Та приходит в ужас и принимает решение убедить мужа улучшить быт рабочих. В Петербурге Прохор попадает в переделку, после которой его обманом завлекают и избивают. В газете его ошибочно объявляют убитым, и весть об этом доходит в Громово. Люди радуются такой новости. Однако скоро выясняется ошибка. Прохор возвращается живой и здоровый. У Нины умирает отец, она не может сама поехать и отправляет Груздева разобраться с делами и заодно проведать Петра Даниловича в психиатрической лечебнице. Тот жалеет отца Прохора, который на самом деле не болен психически, а засажен в лечебницу собственным сыном. В целом наследство Нины составляет более двух миллионов. Она чувствует свою независимость и начинает реализовывать идеи улучшения жизни рабочих. Она переманивает некоторых рабочих Прохора для строительства. Платит им столько же, но заботится о них, в отличие от мужа. На её средства строятся светлые бараки, больница, построен народный дом. Прохора очень раздражает деятельность жены. Он сам рассчитывал на её наследство. 
Среди рабочих ходят агитаторы-социалисты, с которыми связан Протасов. Они настраивают рабочих на мирное сопротивление, забастовку. Прохор уверен, что давать слабину и идти навстречу рабочим нельзя, это разорит его. Нина уезжает с дочкой в Крайск, а Прохор уходит в загул. В Громово возвращается Груздев и по поручению Нины тайно привозит туда освобожденного из сумасшедшего дома Петра Даниловича. 
Стоит летний зной, в тайге начинается природный пожар, который постепенно движется на производство и резиденцию Громова. Рабочие через Протасова передают свои требования, иначе отказываются тушить. В отчаянии Прохор соглашается. Рабочие мобилизуются, и ценой огромных усилий и жизней пожар удается остановить. Позже начинается ливень и Прохор винит себя в том, что дал слабину. Большую часть своих обещаний он выполнять не торопится. В Громово начинаются массовые аресты подозреваемых в забастовочной деятельности.
После пожара алчный Прохор отправляет Иннокентия Филатыча Груздева в Петербург к своим кредиторам. Он велит старику врать, будто всё имущество Прохора сгорело, чтобы максимально дёшево выкупить векселя. Затея удаётся, и пожар приносит Прохору почти полмиллиона выгоды. Инженер Протасов, получив отказ Прохора от всех данных народу обещаний, подаёт в отставку. Прохора регулярно начинают мучить терзания, страхи, воспоминания, которые он топит в наркотиках (принимает кокаин ) и алкоголе. После ухода Протасова и отказа Прохора выполнять обещанное начинаются мирные забастовки рабочих. Прохор теряет деньги, но не готов выполнять требования рабочих. Продолжаются аресты рабочих, некоторых выгоняют с семьями из бараков и без денег. Рабочие надеются на помощь недавно приехавшего в Громово прокурора и решают идти к нему с жалобой. Прохор через провокаторов разносит слух, что рабочие идут напасть на солдат. Четырёхтысячная толпа движется к конторе, солдаты, которых несравнимо меньше, в страхе ждут команды. В этот момент возвращается Протасов, которого уговорила в письме всё ещё отсутствующая в Громово Нина. Он бежит к рабочим, говоря, что в них будут стрелять, но в итоге сам попадает под огонь. Он выживает, а рядом с ним убивают Константина Фаркова и многих других. Прохор наблюдает в бинокль. При виде расстрела и убегающей толпы ему чудится, что они бегут к нему и растерзают его. Он в страхе скачет в тайгу и скрывается там. В Громово траур, оплакивают погибших.
Сбежавший в лес Прохор живёт у старцев Назария и Анания, те пытаются наставить его на путь истинный, задуматься о переосмыслении жизни. Прохору наука не идёт впрок, он презирает старцев. После месячного отсутствия он возвращается домой. Пока его не было, Нина и Протасов руководили производством. Рабочим повышена зарплата, сокращён рабочий день, построены новые бараки. Прохор требует от жены финансового отчёта и взбешён расходами на рабочих и уменьшением барыша. Он заявляет, что всё вернёт на круги своя. Нина угрожает, что в таком случае начнёт свое собственное дело. В отместку по указу Прохора подожжены два новых барака для рабочих. 
Грядёт десятилетие совместной жизни Прохора и Нины. Намечается великое торжество. Семейство Громовых переезжает в новый дворец. Среди приглашенных высокопоставленные чиновники, купцы, духовные лица. Во время застолья на Прохора находит помутнение. В своей речи он называет себя преступником, сатаной. В это время на празднество врывается Пётр Данилович и тоже всячески обвиняет Прохора, но его силой выводят. Прохор, в ужасе при виде отца, который кажется ему призраком, ещё и получает записку от Ибрагима. Тот пишет, что ещё жив и теперь в здешних местах. Записку передал брат Шапошникова, который похож на него, как две капли воды. Он ненавидит Прохора и передаёт ему «привет с того света» от Анфисы и брата. После этих событий тяжелое душевное состояние Громова усугубляется.
Поручик Приперентьев с несколькими обманутыми Прохором кредиторами, тоже являются на торжество в Громово. Там они объявляют Прохору, что прииск будет возвращён их акционерному обществу. Прохор решает оставить этот участок максимально опустошенным, поэтому срочно переводит туда дополнительные рабочие силы на работу и днём и ночью. Всем рабочим своих предприятий он снижает заработную плату и добавляет рабочих часов. Недовольных велит немедленно рассчитывать. Самого же его одолевают призраки прошлого. 
Нина не прекращает свои работы и многие рабочие просятся перейти от Прохора к ней. Также переходит заведовать её делами инженер Кук, т. к. Протасов собирается в скором времени отойти от дел и покинуть Громовых. Ненависть к жене достигает в Прохоре такой силы, что у него появляются мысли убить её. Однажды он желает отвлечься и едет в Медведево помириться с отцом, который переехал туда после скандала на торжественном обеде. В дороге он попадает в руки к шайке Ибрагима. От него требуют признаться, что именно он убил Анфису. Приговор готовятся привести в исполнение, привязав Прохора между двух согнутых елей. Прохор чувствует весь страх и ужас предстоящей кончины, признаётся в убийстве Анфисы. В последний момент Ибрагим разрубает кинжалом верёвку и отпускает Прохора, обещая ещё с ним встретиться. После внезапного избавления Прохор чувствует себя мерзко, грязно, сознание его становится совсем спутанным, ненависть к бывшему другу безгранична и он объявляет за его голову десять тысяч вознаграждения. Дела начинают разлаживаться, Прохора многие считают сумасшедшим. Он и правда всюду видит галлюцинации, тайком от врача выпивает и принимает наркотики. Хотя ещё сохранились в нём проблески разума. 
Пристав сообщает Прохору, что Ибрагим убит его людьми, но тело было обезглавлено разбойниками. Этот труп опознают, сжигают и стреляют прахом из пушки. Однако, Ибрагим продолжает преследовать Прохора. В момент временного просветления Прохор едет осматривать работы. Все сроки горят. Ему жалуются, что лучшие кадры перешли к его собственной жене. Он возвращается домой в бешенстве, вламывается к Нине, бьёт её по лицу. За неё вступается дьякон, который в тот момент находился у неё на приёме. Он останавливает разъяренного Прохора, показывает ему запрещённую водку и они уходят пьянствовать. В процессе происходит ссора, драка. В конце которой Прохор стреляет в спину дьякона из револьвера. Тот в скором времени скончается в больнице, но Прохору об этом не скажут.
Протасов покинул Громово. Но едет не на Урал, где собирался заниматься делом, а в столицу с подозрением на рак печени. Самочувствие его очень плохое. Нина страдает из-за его болезни и отъезда. В то же время она беременна от мужа, которого не может простить за пощёчину. Отец Александр наставляет её быть верной мужу в его болезни и не покидать Громово. 
Прохор встречает человека, который передаёт ему записку от пристава, в которой говорится, что теперь Ибрагим точно убит и его голова в мешке. В последнем оказывается как раз голова пристава. А Ибрагим в этот момент выскакивает на коне и несколько раз бьёт Прохора плетью. Эта ситуация окончательно добивает Прохора Громова. Нанятый Ниной психиатр советует отправить Прохора в путешествие, но тот не соглашается. Дела его начинают терпеть крах. Нина получает записку от некоего социалиста, знакомого Протасова. Тот говорит, что инженер не добрался до столицы — его арестовали раньше как «царского преступника». 
После совершенного ухудшения состояния мужа Нина берёт все дела на себя, узнаёт, насколько шатко их финансовое состояние. Ей страшно остаться один на один с такими проблемами. Она даже начинает винить Протасова, что за несколько месяцев он развалил всё, потратив столько средств на подачки рабочим. Нина ожесточается: муж сошёл с ума, у неё на руках маленькая дочь, и скоро должен родиться второй ребёнок. Она не готова остаться нищей, как не раз уговаривал её ранее Андрей. Нина приказывает все свои работы срочно прекратить, её рабочих перевести на общее положение, а недовольных уволить. Она надеется ещё выплыть, спасти производство, и выполнить хотя бы часть взятых обязательств. С трудом она выдерживает совещание с кредиторами. Оно заканчивается глубокой ночью, Нина молится за мужа, но молитва не приносит успокоения. Она начинает искренне жалеть его. И тут ей сообщают, что Прохор скрылся. На его поиски отправилось много народа во главе с Ниной. Они находят его след, ведущий к башне. Прохор был увлечён туда своими галлюцинациями. Анфиса уговаривает его спрыгнуть. Но Прохор в раздумьях. Он хочет жить. И тут он слышит снизу голос Нины: «Прохор!» Он радостно отвечает: «Иду!»... Таким образом обрывается жизнь Прохора Громова.

## Угрюм-река
Угрюм-река — вымышленное название, которое могло быть заимствовано автором из сибирской песни.
В 1911 году Шишков участвовал в экспедиции по Нижней Тунгуске. В романе под названием «Угрюм-река» описана именно эта река. Автор немного изменил названия населённых пунктов на Нижней Тунгуске: Подволочная — Подволошино, Почуйское — Чечуйск, Ербохомохля — Ербогачён. При этом, все упомянутые места должны быть отнесены только к описанию путешествия Прохора с Ибрагимом по Угрюм-реке. Когда же Прохор заводит там своё дело, многие из описанных мест и событий можно отнести скорее к бассейну реки Лены, фигурирующей в романе в качестве реки Большой Поток. 
Однако многие прототипы героев романа проживают скорее по Енисею. Северный город Крайск по месту своего нахождения соответствует Туруханску.
Местонахождение вымышленной Угрюм-реки продолжает вызывать споры у исследователей и сомнения у читателей и в наши дни.

## Семья
Прототипами членов семьи Громовых были Косьма Куприянович, Аверьян Косьмич и Николай Ефимович Матонины. Прототипом Нины Куприяновой была Вера Арсеньевна Баландина — внучка Михаила Косьмича Матонина.
Братья Матонины, Лаврентий и Аверьян, приехали в Красноярский острог из Тобольска в конце XVII века. Прибыли они вместе с Ильёй Суриковым — предком художника Василия Сурикова. Братья Матонины участвовали в Красноярской шатости (1695—1698) и уехали (или сбежали) из Красноярска на реку Бузим, где поставили избы. Женились они на дочерях местного аринского князька, которые могли стать прототипом Синильги. Так было основано село Матона, позднее названное Кекур (Нахвальской волости, в настоящее время в Сухобузимском районе Красноярского края).
У Леонтия родились сыновья Анисим (в 1688) и Яков (в 1690). У Аверьяна Матонина родились Григорий (1693—1773) и Осип (в 1705). Пётр Григорьевич Матонин крестьянствовал в Кекуре и грабил купцов, проезжающих через село по дороге Енисейск — Красноярск. Перед смертью Пётр Григорьевич сообщил своему внуку Косьме (Кузьме) место, где был зарыт клад с награбленным. По поверьям, клад должен был отлежаться, чтобы очиститься от проклятий. Таким же образом формировались капиталы купцов Кандинских, Непомнющих и других.
Косьма Куприянович Матонин родился в 1809 году. 20 января 1824 года, в возрасте 15 лет, Косьма Матонин записался в третью купеческую гильдию Красноярска и семья уехала из села Кекур. Косьма Куприянович владел домами в Красноярске и Минусинске. Дети Косьмы: Михаил (1824—1897), Аверьян (1829 или 1832—1883), Ефим (род. в 1835), Тимофей (род. в 1845). Косьма приобрёл два золотых прииска в енисейской тайге и один — на паях с Фёдотом Баландиным и Демьяном Васильевичем Матониным. Прииск получил название Косьмодемьянский.
В 1869 году в первую купеческую гильдию Красноярска записались Косьма Куприянович и его дети: Михаил, Аверьян, Ефим и Тимофей. Всего в 1869 году в Енисейской губернии было 30 купцов первой гильдии, из них 11 носили фамилию Матонины.
После смерти Косьмы главой семейства стал Аверьян. Михаил уехал в Новосёлово Минусинского уезда. После смерти жены Михаил Косьмич переехал в Енисейск. Ефим Косьмич поселился в селе Стрелка в устье Ангары вблизи золотых приисков.
Аверьяну было известно о происхождении семейных капиталов, и уже через неделю после похорон отца он пожертвовал средства Минусинскому уездному правлению на строительство школы и церкви. В 1863 году в Красноярске начинает работать телеграфная станция, расходы по открытию которой оплатил Аверьян Космич. На его же деньги в Кекуре был построен придел Ильинской церкви, позолочены купола и оклады икон, куплены колокола, также в селе содержалась богадельня. Аверьян Матонин выделил 100 тысяч рублей на строительство гимназии в Енисейске. Информация о благотворительной деятельности золотопромышленника не вошла в роман.
В 1870 году дочь Михаила Косьмича Матонина Александра вышла замуж за купца Арсения Ивановича Емельянова (их дочерью была В. А. Баландина). На свадьбе Аверьян Косьмич подарил племяннице-невесте кулон с бриллиантами. Присутствовавший при этом сын Федота Баландина узнал кулон своей матери, убитой по дороге из Енисейска в Красноярск. Гостям сказали, что Баландин пьян, однако после свадьбы Аверьян Косьмич поехал в Кекур и пожертвовал деньги на строительство придела Ильинской церкви. Вероятно, из-за этого случая имена Матониных практически не упоминаются в краеведческой литературе.
Это происшествие стало народной легендой, существующей в различных вариантах, но во всех версиях остаётся узнавание кулона (браслета, броши, серёжек и т. п.) убиенной матери.
В 1871 году на прииске братьев Матониных на реке Удере приказчик потребовал от старателей выйти на работу в праздничный Петров день. В ответ на это требование 40 из 150 работников ушли в тайгу вместе с оборудованием для промывки золота. Шишков за 20 лет путешествий по Сибири встречался с родственниками Матониных, посещал принадлежащие им прииски, разговаривал с рабочими, которые в 1871 году ушли с прииска. В романе Шишков описал забастовку, более похожую на Ленские события 1912 года.
В 1879 году Аверьян Косьмич и его братья были записаны в Минусинском купечестве. Аверьян Космич был женат на Ольге Диомидовне. Их сын Иван умер в 4-летнем возрасте. Других детей не было.
1 декабря 1883 года в селе Кекур губернатор И. К. Педашенко открыл первое в Енисейской губернии сельское ремесленное училище имени А. К. Матонина. Официально училище было двухлетним, но реально здесь давалось пятилетнее образование. В 1944 году училище было преобразовано в начальную школу.
Аверьян Косьмич умер перед открытием ремесленного училища. Похоронен в семейном склепе в селе Кекур. В 1913 году склеп Аверьяна Косьмича разграбили. В 1914 году Матонины обанкротились. В 1931 году плиту с могилы Аверьяна Матонина использовали для строительства свинарника.

## Персонажи
Список основных персонажей:
Прохор Петрович Громов — главный герой романа. В начале повествования 17-летний сын купца. Амбициозный молодой человек, который хочет «по-настоящему разбогатеть». Прохор открыт всему новому, жадно впитывает знания. Готов учиться и работать без перерыва.  
Пётр Данилович Громов — отец Прохора. Купец, пьяница. Презирает жену, влюблён в Анфису. 
Мария Кирилловна Громова — мать Прохора. Добрая религиозная женщина. Очень сильно любит сына.
Данила Прохорович Громов — дед Прохора, отец Петра. Бывший разбойник, который в дальнейшем откупился от суда и вел обычную жизнь. Перед смертью открыл сыну тайну, где спрятано награбленное им золото. 
Ибрагим-оглы — черкес, верный друг Прохора. Ссыльный поселенец. Чем занимался на Кавказе, неизвестно. Формально владеет цирюльней, которая вечером превращается в клуб. Смелый, решительный, самоотверженный и добрый человек.
Анфиса Петровна Козырева — бывшая горничная, служившая у Данилы Громова. В дальнейшем она вышла замуж и быстро овдовела. На момент начала романа — красивая молодая вдова, возлюбленная Петра Даниловича. В Анфису также влюблены многие другие жители села — Илья Сохатых, пристав Амбреев, ссыльный Шапошников.  
Нина Яковлевна Куприянова — дочь купца Якова Назаровича Куприянова. В начале повествования гимназистка, в дальнейшем — жена Прохора. Увлечена благотворительностью.
Яков Назарович Куприянов —  отец Нины, купец из г. Крайска. Даёт Прохору первую партию товара в долг и тем самым помогает ему начать своё дело.
Домна Ивановна Куприянова — мать Нины, жена Якова Назаровича.
Илья Петрович Сохатых — приказчик, служащий в лавке у Громовых. Нечист на руку. Мечтает жениться на Анфисе.
Константин Фарков — проводник Ибрагима и Прохора в путешествии по Угрюм-реке. В дальнейшем служащий у Прохора. 
Аркадий Шапошников — ссыльный диссидент, которого Прохор нанимает в качестве учителя. Друг Анфисы, влюбленный в неё. 
Варвара Здобнова — кухарка в доме Громовых, невеста Ибрагима. 
Отец Ипат — священник в Медведево, родовом селе Громовых. Пьяница, за деньги закрывает глаза на прегрешения Петра Даниловича.
Иннокентий Филатович Груздев — купец, один из первых наставников Прохора. В дальнейшем его помощник. 
Синильга — дух мёртвой тунгуски-шаманки, являющийся Прохору во снах. Прохор видит её в переломные моменты своей жизни, однако, не может истолковать свои видения. В переводе на русский «синильга» означает «снег».
Фёдор Степанович Амбреев — судебный пристав в Медведево, позже переезжающий вместе с Прохором на Угрюм-реку. Взяточник и шантажист.
Надежда Васильевна (Наденька) Амбреева — жена пристава. Корыстная, склонная к мошенничеству. Готова изменять мужу, если чувствует в этом какую-либо выгоду.
Андрей Андреевич Протасов — инженер, с которым Прохор познакомился во время поездки по Уралу. «Душа» на производстве у Прохора. Убежденный социалист, друг Нины. Осуждает Прохора за его отношение к рабочим.
Мистер Альберт Генрихович Кук — американский инженер, специально нанятый Прохором. Поддерживает его во всех начинаниях. 
Отец Александр Кузьмич — священник в Громово, духовный наставник Нины. Часто дискутирует с Протасовым о предназначении человека, его духовном пути.  
Владислав Викеньтевич Парчевский — инженер на приисках Громова. Картёжник, интриган.  
Карл Карлович фон Пфеффер — командированный из столицы ротмистр. Обязан следить за порядком на приисках Громова и не допускать бунта рабочих. 
Игорь Борзятников и Владимир Усачёв — подчинённые фон Пфеффера. Участвуют в подавлении бунта рабочих. 
Катерина Львовна (Кэтти) — учительница в школе на приисках. Подруга Нины. Влюблена в Протасова. В Тайге скучает, со временем начинает злоупотреблять алкоголем. 
Поручик Аркадий Аркадьевич Приперентьев — проигравшийся картёжник, у которого Прохор с помощью взяток отнимает права на золотоносный участок.  
Филипп Самсонович (Филька) Шкворень — бывший каторжник, которого Прохор периодически нанимает для различных «грязных работ». 
Дьякон Ферапонт Дерябин — бывший кузнец, которого Прохор убедил стать дьяконом. Отличается выдающимся басом.
Старцы Назарий и Ананий — отшельники, к которым периодически обращаются в минуты смятения сначала Пётр Данилович, затем сам Прохор.
Абросимов и Александр Иванович Образцов — инженеры на приисках, честные квалифицированные специалисты.
Вера Прохоровна (Верочка) Громова — пятилетняя дочь Прохора и Нины.
Волк Люпус — домашний питомец Прохора. Олицетворение его «нечеловеческой сущности».

## Экранизации
- 1968 — «Угрюм-река» (реж. Ярополк Лапшин). Прохор Громов — Георгий Епифанцев, Пётр Громов — Виктор Чекмарёв, Анфиса Козырева — Людмила Чурсина.
- 2021 — «Угрюм-река» (реж. Юрий Мороз). Прохор Громов — Александр Горбатов, Пётр Громов — Александр Балуев, Анфиса Козырева — Юлия Пересильд.